# 李兆宏
李兆宏（？—？），湖北钟祥人，是一名清朝政治人物。
李兆宏曾于1759年接替曹袭先任南汇县知县一职，1760年由刘若洙接任。